# Cossurella pettiboneae
Cossurella pettiboneae är en ringmaskart som beskrevs av Ewing 1986. Cossurella pettiboneae ingår i släktet Cossurella och familjen Cossuridae. Inga underarter finns listade i Catalogue of Life.